# Burmattus sinicus
Burmattus sinicus là một loài nhện trong họ Salticidae. Loài này được phát hiện ở Trung Quốc.